# Innocenty I
Innocenty I (ur. w Albano, zm. 12 marca 417 w Rzymie) – święty Kościoła katolickiego, 40. papież od 21 grudnia 401 do 12 marca 417.

## Życiorys
Innocenty urodził się w Albano koło Rzymu. Jego ojcem był papież Anastazy I. Popierał patriarchę Konstantynopola w sporze z cesarzem wschodnim Arkadiuszem I. Udzielił swojego poparcia Janowi Chryzostomowi i Hieronimowi. Kiedy ten pierwszy umarł na wygnaniu, papież zerwał stosunki z Kościołem wschodnim.
17 czerwca 415 roku powierzył biskupstwo Tesalonik Rufusowi i dzięki temu stał się realnym założycielem wikariatu papieskiego na tamtym terenie. Nie uznawał usunięcia patriarchy w 404 roku, ani jego następcy Arsacjusza z Tyru. Podjął działania mające zorganizować życie w Rzymie po złupieniu przez barbarzyńców w 410 roku. Zwołał Synod w 417 roku w wyniku którego ekskomunikowany został mnich Pelagiusz. Potępienie herezji pelagiańskiej wywołało reakcję św. Augustyna, którego komentarze dotyczące tego wydarzenia weszły do mowy potocznej:

Przemówił Rzym; sprawa jest skończona.

Innocenty I rozstrzygnął sprawy dotyczące liturgii i kościoła (zachowało się 36 listów). Umocnił znaczenie stolicy Piotrowej. Wybudował bazylikę męczenników Gerwazego i Protazego.
Innocenty I zmarł w Rzymie i został pochowany na cmentarzu Poncjata.
Wspominano go 28 lipca, nowe Martyrologium powróciło do daty 12 marca.